# 加斯頓縣 (北卡羅萊納州)
加斯頓县（英語：Gaston County）是美國北卡羅萊納州南部的一個縣，南鄰南卡羅萊納州。面積942平方公里。根据美國2000年人口普查，共有人口190,365人。縣治加斯托尼亞（Gastonia）。
成立於1846年12月21日。縣名紀念州議員、北卡羅萊納州最高法院法官、聯邦眾議員威廉·加斯頓。